# Chapelle Notre-Dame-de-Fátima de Pironchamps
Pour les articles homonymes, voir Chapelle Notre-Dame-de-Fátima.
La chapelle Notre-Dame-de-Fátima est un édifice religieux catholique sis à Pironchamps, près de Charleroi  en Belgique. Construite en 1947 la chapelle fut dédiée à Notre-Dame de Fátima lors du passage de la statue réputée miraculeuse de la Vierge de Fátima dans la paroisse. Connue également comme sanctuaire Notre-Dame-de-Fátima elle donne son nom à l’unité pastorale de Farciennes-Châtelineau.

## Histoire
L’authenticité des apparitions de Notre-Dame aux bergers de Fátima (en 1917) est reconnue par l’évêque de Leiria-Fátima en 1930. Très rapidement des pèlerinages internationaux s’organisent pour visiter Fátima. En 1946 les apparitions sont reconnues par le Saint-Siège lors d’une cérémonie de couronnement de la Vierge de Fátima.
Notre-Dame de Fátima devient alors « pèlerine »… Des pères oblats de Belgique demandent qu’une effigie faite à l’identique de Notre-Dame de Fátima, fasse le tour de l’Europe. La « Vierge pèlerine » passa en Belgique en août 1947.
À cette occasion le curé de Pironchamps construit la chapelle (au 44, rue du Bois, Pironchamps), premier lieu de culte (en Belgique) dédié à Notre-Dame de Fátima, Reine de la Paix. Une statue de la Vierge de Fátima y est placée qui attire bientôt visiteurs et pèlerins locaux. Un périodique mensuel appelé Fátima encourage la dévotion mariale. Au mieux de sa circulation il atteindra près de 10 000 familles.
Le sanctuaire est un simple bâtiment rectangulaire dont le sommet du pignon est surmonté d’une statue de la Vierge Marie. Il est de dimension modeste. Aussi un terrain voisin est acquis pour constituer un « domaine marial » permettant de recevoir des groupes. Tout autour du domaine un chemin de croix est créé dont les stations sont des azulejos en faïence portugaise.
Étant le premier sanctuaire marial dédié à Notre-Dame de Fátima en Belgique, le sanctuaire a gardé des liens privilégiés avec le sanctuaire marial de Fátima même au Portugal. Les stations du chemin de croix en sont un don, de même qu’un rocher pesant plusieurs tonnes qui provient de la montagne où la Vierge Marie apparut aux trois bergers.

## Aujourd’hui
Comme dans beaucoup d’autres sanctuaires semblables la saison mariale commence le 1er mai et se termine avec le mois d’octobre.  Une célébration solennelle de l’ouverture avec procession a lieu le 1er mai, avec chemin de croix et bénédiction du Saint-Sacrement. La participation des pèlerins n’est plus ce qu’elle était lorsque la chapelle fut ouverte immédiatement après la Seconde Guerre mondiale.
En octobre une neuvaine (neuf jours consécutifs de prières) est organisée, qui se termine le jour de la date anniversaire de la sixième et dernière des apparitions de Notre-Dame (le 13 octobre).
Le sanctuaire marial de Pironchamps a gardé la tradition de la « Vierge pèlerine », en organisant des missions à domicile. Durant toute l’année la statue de Notre-Dame de Fátima circule dans la localité et la région, ne revenant au sanctuaire que pour la neuvaine mariale du mois d’octobre. Notre-Dame est accueillie durant quelques jours dans les foyers qui le souhaitent. Cela s’accompagne de récitations de chapelets et autres prières et chants à la Vierge Marie. Faveurs et grâces peuvent être demandées mais l’accent est porté sur la conversion intérieure. Les pèlerins demandent aide et soutien pour mieux vivre leur foi chrétienne dans la vie quotidienne.

## Source
- Le guide des pèlerinages de Belgique, Bruxelles, Éditions de l’Octogone, 1994, p. 171-175.